# Self Portrait (Bob Dylan)
Self Portrait è il decimo album in studio di Bob Dylan, pubblicato nel 1970.

## Descrizione
Tra i brani originali presenti sull'album, lo strumentale Wigwam acquisì notorietà anni dopo quando venne incluso nella colonna sonora del film del 2001 I Tenenbaum. Living the Blues venne reinterpretata da Leon Redbone. Nel 2001, All the Tired Horses venne inserita nel film Blow.
The Mighty Quinn (Quinn the Eskimo) è una traccia originariamente registrata nel 1967 durante le celebri versioni dei Basement Tapes, e pubblicata su singolo con gran successo nella versione dei Manfred Mann nel 1968. La versione di Self Portrait, comunque, non è la versione originale ma una incisione dal vivo tratta dall'esibizione di Dylan & The Band al festival dell'isola di Wight del 1969 (come anche altre tre canzoni presenti sull'album).

## Tracce
Disc 1
1. All the Tired Horses - 3:12 - (Dylan)
2. Alberta #1 - 2:57 - (Trad. Arr. Dylan)
3. I Forgot More Than You'll Ever Know - 2:23 - (Cecil A. Null)
4. Days of '49 - 5:27 - (Lomax/Lomax/Warner)
5. Early Mornin' Rain - 3:34 - (Gordon Lightfoot)
6. In Search of Little Sadie - 2:27 - (Trad. Arr.Dylan)

Disc 2
1. Let It Be Me - 3:00 - (Gilbert Bécaud/M. Curtis/Pierre Delanoë)
2. Little Sadie - 2:00 - (Trad. Arr. Dylan)
3. Woogie Boogie - 2:06 - (Dylan)
4. Belle Isle - 2:30 (Trad. Arr. Dylan)
5. Living the Blues - 2:42 - (Dylan)
6. Like a Rolling Stone - 5:18 - (Dylan, live 31 agosto 1969 all'Isle of Wight Festival)

Disc 3
1. Copper Kettle (The Pale Moonlight) - 3:34 - (Alfred Frank Beddoe)
2. Gotta Travel On - 3:08 - (Paul Clayton/Larry Ehrlich/David Lazar/Tom Six)
3. Blue Moon - 2:29 - (Lorenz Hart/Richard Rodgers)
4. The Boxer - 2:48 - (Paul Simon)
5. The Mighty Quinn (Quinn The Eskimo) - 2:48 - (Dylan, live 31 agosto 1969 all'Isle of Wight Festival)
6. Take Me as I Am (Or Let Me Go) - 3:03 - (Boudleaux Bryant)

Disc 4
1. Take a Message to Mary - 2:46 - (Felice and Boudleaux Bryant)
2. It Hurts Me Too - 3:15 - (Trad. Arr. Dylan)
3. Minstrel Boy - 3:32 - (Dylan, live 31 agosto 1969 all'Isle of Wight Festival)
4. She Belongs to Me - 2:43 - (Dylan, live 31 agosto 1969 all'Isle of Wight Festival)
5. Wigwam - 3:09 - (Dylan)
6. Alberta #2 - 3:12 - (Trad. Arr.Dylan)

## Accoglienza
Self Portrait venne fortemente criticato non solo per il livello delle esecuzioni e per la produzione enfatica delle tracce, ma anche per la scelta stessa delle canzoni incluse sull'album, non ritenute all'altezza.
Tuttavia, almeno uno dei brani ebbe una certa rivalutazione nel corso degli anni successivi. Scritta da Alfred Frank Beddoe (che era stato scoperto da Pete Seeger), Copper Kettle cattura la descrizione di un'esistenza idilliaca in campagna, dove un contrabbandiere di Whiskey può agire indisturbato al di fuori della legge.
Il biografo di Dylan Clinton Heylin scrisse: "Copper Kettle... tocca tutte le corde giuste... essendo una delle performance più coinvolgenti di tutto il repertorio di Dylan". Copper Kettle era stata resa popolare da Joan Baez che ne aveva inserito una reinterpretazione nel suo album del 1962 Joan Baez in Concert.
Dopo le critiche negative ricevute (il disco era stato definito, dai più gentili, come un lavoro assolutamente mediocre, dai più schietti, francamente orribile oppure ancora peggio come recita una famosa recensione della rivista Rolling Stone che inizia con le emblematiche parole: «Cos'è questa merda?!!?» («What is this shit?»), nel giustificare questo suo ibrido folk-country interminabile, si era appellato ad una intenzionale volontà di "sorprendere", di "scioccare" i suoi fans, senza peraltro chiarire i dettagli di una simile operazione.
Per la stragrande maggioranza della critica, a stupire, in questo disco, è soprattutto la strutturazione pedante dei brani, l'uso reiterato di vocalismi troppo gravi o troppo acuti, l'abuso (o meglio l'enfatica esasperazione) d'una voce fin troppo nasale, la monotonia dei ritmi, considerati non solo posticci, ma anche diluiti, stiracchiati all'inverosimile, tanto è stato da qualcuno sollevato il sospetto, una volta sorbite tutte le tracce, che si sia trattato di un'unica indistinta gragnuola di ritornelli più che stantii, assolutamente avvilenti.

## Formazione
- Bob Dylan – chitarra, armonica a bocca, tastiere, voce
- Byron Bach – violoncello
- Brenton Banks – violino
- George Binkley III – violino
- Norman Blake – chitarra
- David Bromberg – chitarra, dobro, basso
- Albert Wynn Butler – clarinetto, sassofono
- Kenneth A. Buttrey – batteria, percussioni
- Fred Carter Jr. – chitarra
- Marvin Chantry – viola
- Ron Cornelius – chitarra
- Charlie Daniels – basso, chitarra
- Rick Danko – basso, voce
- Pete Drake – steel guitar
- Delores Edgin – voce
- Fred Foster – chitarra
- Solie Fott – violino, viola
- Bubba Fowler – chitarra
- Dennis Good – trombone
- Emanuel Green – violino
- Hilda Harris – voce
- Levon Helm – mandolino, batteria, voce
- Freddie Hill – tromba
- Karl Himmel – clarinetto, sax, trombone
- Garth Hudson – tastiere
- Lilian Hunt – violino

- Bob Johnston – produzione
- Martin Katahn – violino
- Doug Kershaw – violino
- Al Kooper – chitarra, corno, tastiere
- Sheldon Kurland – violino
- Richard Manuel – piano, voce
- Martha McCrory – violoncello
- Charlie McCoy – chitarra, basso, armonica a bocca, percussioni
- Barry McDonald – violino
- Ollie Mitchell – tromba
- Carol Montgomery – voce
- Bob Moore – basso
- Gene A. Mullins – corno baritono
- Joe Osborn – chitarra, basso
- June Page – voce
- Rex Peer – trombone
- Bill Pursell – piano
- Robbie Robertson – chitarra, voce
- Albertine Robinson – voce
- Al Rogers – batteria
- Frank Smith – trombone
- Maretha Stewart – voce
- Gary Van Osdale – viola
- Bill Walker – arrangiamenti
- Bob Wilson – organo, piano
- Stu Woods – basso